# Лопвадор
Лопвадор — деревня в Кудымкарском районе Пермского края. Входила в состав Белоевского сельского поселения. Располагается на правом берегу реки Лопвы северо-западнее от города Кудымкара. Расстояние до районного центра составляет 27 км. По данным Всероссийской переписи населения 2010 года, в деревне проживало 11 человек (5 мужчин и 6 женщин).

## История
По данным на 1 июля 1963 года, в деревне проживал 161 человек. Населённый пункт входил в состав Белоевского сельсовета.